# Lutz Stavenhagen

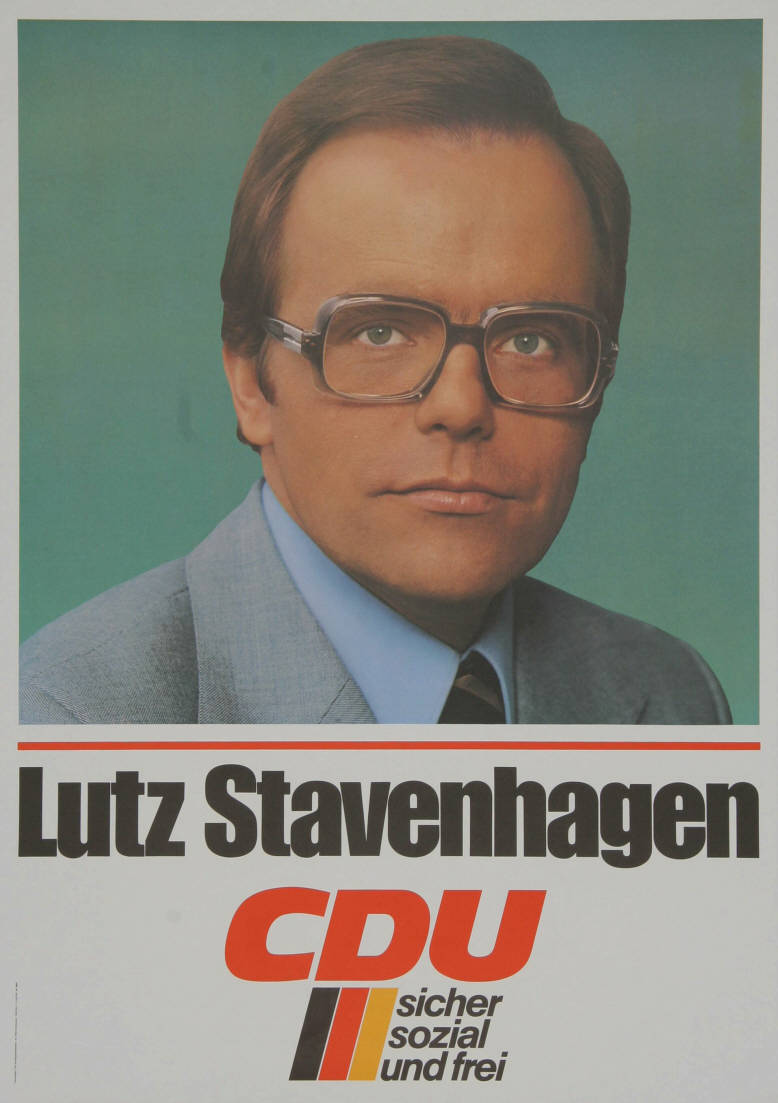
Kandidatenplakat zur Bundestagswahl 1976

Lutz-Georg Stavenhagen (* 6. Mai 1940 in Jena; † 31. Mai 1992 in Pforzheim) war ein deutscher Politiker (CDU), von 1985 bis 1987 Staatsminister im Auswärtigen Amt und von 1987 bis 1991 Staatsminister im Bundeskanzleramt.

## Herkunft und Familie
Stavenhagen besuchte Schulen in Oberkirch/Baden (1950–1951 und 1953–1954), in Barranquilla/Kolumbien (1951–1952), Ootacamund/Indien (1954–1956) und legte sein Abitur 1959 am Schiller-Gymnasium in Offenburg ab. Sein Vater war ein aus Jena stammender Chemiker. Ein Vorfahre war der Komponist Bernhard Stavenhagen. 
Lutz Stavenhagen war seit 1965 verheiratet mit der Stieftochter des ehemaligen Geschäftsführers der Pforzheimer Knoll & Pregizer Schmuck- und Uhrenfabriken und hatte zwei Töchter. Seine Frau Christine (geb. Hofmann) gehörte von 1989 bis zu ihrem Tod 2015 dem Gemeinderat von Pforzheim an und kandidierte bei der internen Wahl der CDU als CDU-Bundestagskandidatin im Jahr 2002, unterlag aber dem späteren Bundestagsabgeordneten Gunther Krichbaum. Stavenhagens Tochter Viktoria Schmid war von 2011 bis 2016 Mitglied des Landtags in Baden-Württemberg für die CDU.
Ein enger Freund und politischer Weggefährte sowohl Stavenhagens als auch seiner Familie ist Wolfgang Schäuble geblieben.

## Ausbildung und Beruf
Stavenhagen leistete seinen Wehrdienst bei der Luftwaffe und studierte anschließend ab 1960 Betriebs- und Volkswirtschaftslehre an der Universität Saarbrücken und der Universität Tübingen, wo er sein Examen als Diplom-Kaufmann erlangte. 1968 erfolgte seine Promotion zum Dr. rer. pol. mit der Arbeit Probleme der Preisbildung auf dem internationalen Mineralölmarkt.
Stavenhagen war zunächst ab 1964 als Direktionsassistent für die Oest-Gruppe in Freudenstadt tätig, zwischen 1967 und 1969 als Personalleiter der deutschen Niederlassung Hobart Maschinen GmbH des US-amerikanischen Konzerns Hobart in Offenburg und im Anschluss bis 1972 Geschäftsführer von Knoll & Pregizer.

## Politische Laufbahn
Seit 1964 war er Mitglied der CDU und gehörte später auch dem Landesvorstand der CDU Baden-Württemberg an.
Von 1972 bis zu seinem Tode war Stavenhagen – stets als direkt gewählter Abgeordneter – Mitglied des Deutschen Bundestages. Zuletzt erreichte er bei der Bundestagswahl 1990 im Wahlkreis Pforzheim 46,9 % der Erststimmen.
Nach dem plötzlichen Tod des Diplomaten und Staatsministers Alois Mertes wurde Stavenhagen am 4. September 1985 als Staatsminister im Auswärtigen Amt in die von Bundeskanzler Helmut Kohl geführte Bundesregierung berufen. Nach der Bundestagswahl 1987 löste Stavenhagen Staatsminister Friedrich Vogel ab und war vom 12. März 1987 bis 3. Dezember 1991 Staatsminister im Bundeskanzleramt.
Anfang Dezember 1990 legte Stavenhagen, in seiner Eigenschaft als Beauftragter der Bundesregierung für die Nachrichtendienste, einen vierseitigen Bericht „über die Stay-behind-Organisation des Bundesnachrichtendienstes“ vor.
Als Nachrichtendienst-Koordinator war Stavenhagen im Bundeskanzleramt – gegensätzlich zur Aussage des früheren BND-Präsidenten Hans-Georg Wieck – weder informiert über „Hilfe“ an Alexander Schalck-Golodkowski vom Bundesnachrichtendienst „beispielsweise durch Ausstellung eines Reisepasses … auf den Namen ‚Gutmann‘, den Mädchennamen von Frau Schalck-Golodkowski“ noch über die Beteiligung des Bundesnachrichtendienstes, der Bundeswehr und des israelischen Mossad bei Lieferungen von Rüstungsgut aus den Beständen der ehemaligen Nationalen Volksarmee der DDR u. a. an Israel (siehe dazu Landmaschinen-Affäre).
Stavenhagen bat um seine Entlassung und schied am 2. Dezember 1991 aus dem Amt.

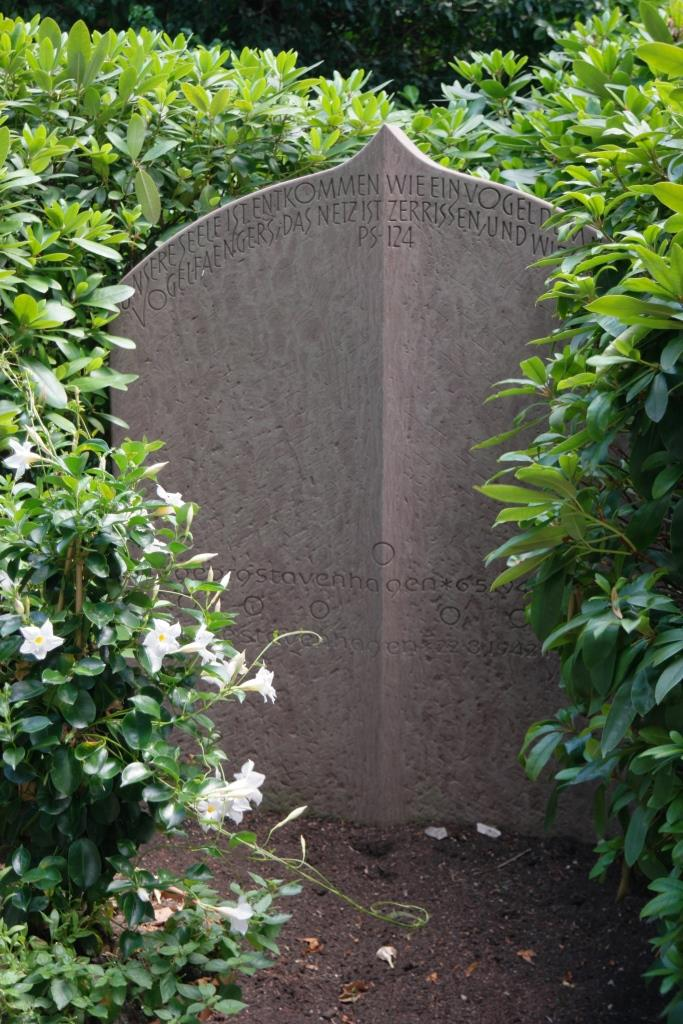
Grab von Lutz Stavenhagen auf dem Pforzheimer Hauptfriedhof

Am 31. Mai 1992 starb Stavenhagen im Alter von 52 Jahren an einer Lungenentzündung und wurde auf dem Pforzheimer Hauptfriedhof beigesetzt.
Ihm zu Ehren wurde am Richard Koebner Minerva Center for German History der Hebräischen Universität Jerusalem eine Gastprofessur eingerichtet (The Stavenhagen Guest Professorship).